# Idioma koro
El koro es una lengua sinotibetana descubierta en 2008, hablada por aproximadamente entre 800 y 1.200 personas en el distrito de Kameng Este en la parte occidental de Arunachal Pradesh (India), una zona poco estudiada lingüísticamente debido a las restrictivas políticas de entrada, según los lingüistas encargados del estudio. Pocos de los hablantes tienen menos de 20 años de edad. Los hablantes viven entre los hruso, pero su lengua es muy diferente, con diferentes palabras para los numerales, las partes del cuerpo, y otras palabras que componen el vocabulario básico. Aun cuando tiene parecidos con las lenguas Tani que se encuentran más al este, parece que el koro fuese una rama separada de la familia tibetano-birmana.

## Descubrimiento
El koro fue descubierto por el equipo lingüístico de David Harrison, Gregory Anderson, y Ganesh Murmu mientras documentaban dos lenguas hruso (aka y miji) como parte del proyecto Enduring Voices de la National Geographic. En principio creyeron que era un dialecto del Aka, si bien resultó posteriormente ser una legua con muchas divergencias. Se desconoce cómo el koro con tan solo 800 hablantes sobrevive en una pequeña tribu entre otra de una de 10.000 como es el Aka.

## Vulnerabilidad
Debido al poco número de hablantes, así como al hecho que la lengua no tiene representación escrita, se encuentra en una situación vulnerable. 

## Características
El inventario fonético del koro es completamente diferente al de las lenguas con las que convive (aka y miji) así como la forma en que los sonidos se combinan para formar palabras. Por ejemplo, la palabra en aka para designar "montaña" y "cerdo" son respectivamente "phù" y "vo", a diferencia de las palabra en koro "nggõ" y "lele". El koro comparte tan solo un 9% del vocabulario con estas lenguas.

## Investigación y estudio
Como en muchos estudios lingüísticos, se presenta la dificultad en el koro de la no identificación de la lengua por parte de sus propios hablantes, los cuales afirman que hablan la lengua aka, al no apreciar los hablantes de koro diferencia alguna con esta otra lengua. Pero como peculiaridad se presenta lo poco usual de la coexistencia de lenguas separadas entre grupos integrados que no reconocen una diferencia étnica.
Por lo general, la lengua minoritaria en tal disposición pierde terreno frente a la lengua mayoritaria y con el tiempo desaparece o el grupo más pequeño mantiene y defiende su propia lengua al afirmar una identidad única. Pero en los pueblos del Aka y Koro, en la frontera disputada entre India y China, todo el mundo mantiene que en la tribu y subtribu se habla la misma lengua pero con una pequeña variación dialectal.